# Vlad Ivanov
Vlad Ivanov (n. 4 august 1969, Botoșani, România) este un actor de film, scenă, televiziune și voce român. Este cel mai bine cunoscut publicului larg pentru interpretarea doctorului Bebe în filmul premiat la Cannes 4 luni, 3 săptămâni și 2 zile și pentru primul său rol principal într-un lungmetraj, Principii de viață (2010). A interpretat roluri secundare în mai multe filme ale curentului cinematografic realist cunoscut ca Noul val românesc. Vlad Ivanov provine dintr-o familie de lipoveni.

## Filmografie
- Liceenii în alertă (1993)
- Triunghiul morții (1999)
- Faimosul paparazzo (1999)
- Amintiri din Epoca de Aur 2: Dragoste în timpul liber (2009) - Grigore

- Metronom (2022) - Biris
- 31 de ore (2021) - Dr. Traian Cristescu
- Crai nou (2021) - Mihai
- În numele tatălui (2021) - Iacob
- Servants (2020) - Dr. Ivan
- La Gomera (2019) - Cristi
- Un pas în urma serafimilor (2017) - Părintele Ivan
- Capace (2017) - Radu
- Bacalaureat (2016) - Inspectorul șef
- Toni Erdmann (2016) - Iliescu
- Câini (2016) - Samir
- Un etaj mai jos (2015)
- Poziția copilului (2013) - Dinu Laurențiu
- Snowpiercer (2013) - Franco the Elder
- În ceață (2012) - Hauptsturmführer Grossmeier
- Crulic (2011) - Narator
- Pauza de masă (2010)
- Principii de viață (2010) - Emilian Velicanu
- Fericirea mea (2010) - maior din Moscova
- Martor și acuzator (2010)
- Năpasta (2010) - Dragomir
- Cealaltă Irina (2009)
- Concertul (2009) - Piotr Tretiakin
- Marea Neagră (2009)
- Polițist, adjectiv (2009) - Anghelache
- Serviciul omoruri (2008) - Marcel (ep.3)
- 1 lună cu 432 (2007)
- 4 luni, 3 săptămâni și 2 zile (2007) - Domnu' Bebe
- Interior. Scară de bloc (2007) - Adrian
- Gardă de corp (2006) - RSO John Lydon
- Și totul era nimic... (2006)
- Viața fără ea (2006) - Adrian
- Bani de dus, bani de-ntors (2005) - șoferul Vasile
- Snuff-Movie (2005) - Polițist
- Trăgător de elită (2005) - Mikhail Beslan
- Moș Goriot (2004) - Gondureau
- Une place parmi les vivants (2003) - Antoine
- Accords et à cris (2002) - Nico
- Azazel (2002) - Cunningham's Coachman
- Țăcăniții (2002) - Nico
- Mekhanicheskaya syuita (2001)
- Natures mortes (2000)
- Dușmanul dușmanului meu (1999) - Cosic
- Homicide conjugal (1998) - Fonctionnaire

## Televiziune
- Ambasada - regia Gustavo Marino (coproducție americano-română), Nature morte - regia Patrick Malakian (coproducție francezo-română pentru canalul de televiziune M6);
- Țăcăniții - regia Gerard Cuq (coproducție francezo-română), în spectacolul de teatru TV Insula - în regia lui Dinu Cernescu (difuzat în 1998 pe TVR1).

Vlad Ivanov a apărut în spectacole de divertisment la TVR1, ANTENA 1, PRO.TV, în videoclipul NATO al formației Timpuri Noi, în reclame TV (ale casei de asigurari SARA MERKUR, CONNEX, cafelei ELITA).

## Roluri în teatru
- 1992 - Pantomimia - un spectacol în regia lui Dan Puric (T.N.B.);
- 1994 - Cartea lui Prospero - un spectacol în regia lui Ion Cojar, Gelu Colceag și Sergiu Anghel (Teatrul romano-american);
- 1995 - Comisul Stacan din Hatmanul Baltag de Costache Negruzzi, regia prof. univ. Sanda Manu;
- 1996 - Amyras din Tamerlan cel mare de C. Marlowe, regia V. I. Frunză (T.N .B.);
- 1997 - George din Omul care a văzut moartea de Victor Eftimiu, regia M. Manolescu (T.N.B.); Sir Lucius o'Trigger din Rivalii de R. B. Sheridan. regia D. Micu (T.N.B.);
- 1998 - Franck din Cabotinul de J. Osborne, regia Alice Barb (TN.B.); Mihail din Năluca de Fănuș Neagu, L. Chișu și D. Micu, regia D. Micu (T.N.B.);
- 1999 - Ali, Al doilea brahman, Cavalerul, Max, Fiul din Regele și cadavrul de Vlad Zografi, regia Andreea Vulpe (T.N.B.); Bagot din Richard II de W. Shakespeare, regia Mihai Mănuțiu (T.N.B.); Dr. Hurmuz din Generația de sacrificiu de I. Valjan, regia Dinu Cernescu (T.N.B.); Moartea din Tov. Frankenstein, conducătorul iubit, un spectacol de Mihai Mănuțiu (Teatrul Act, Teatrul Odeon, 3Sat);
- 2000 - Îngerul din Joana D'Arc. Pagini de dosar, un spectacol de Mihai Mănuțiu (T.N.B. - Smart); Armand Duval din Dama cu camelii de AI. Dumas (fiul), regia Răzvan Mazilu (T.N.B.); Vânătorul de fluturi din Macbeth de Eugen Ionescu, regia Beatrice Bleonț (T.N.B.);
- 2001 - Dr. Samson Carasco din Omul din La Mancha de Dale Wasserman, regia Ion Cojar (T.N.B.); Tahei din Amanții însângerați de Chikamatsu Mozaemon, regia AI. Tocilescu (T.N.B.);
- 2002-2003 - Richard Inimă de Leu din Leul în iarnă de James Goldman, regia Peter Bokor, (T.N.B.); Nenea lancu din Mofturi la Union (un spectacol cu texte din I.L. Caragiale), regia Gelu Colceag, (T.N.B.); Crăcănel din D'ale carnavalului de I.L. Caragiale, regia Gelu Colceag, (T.N.B); Kulaghin din Trei surori A.P. Cehov, regia Yuri Krasovski (T.N.B.); Brânzovenescu din 0 scrisoare pierdută de I.L. Caragiale, regia Grigore Gonța, (T.N.B.) și în Zi-le oameni și dă-le pace - spectacol aniversar I.L. Caragiale, regia Rodica Mandache.

## Premii
- 2002: 
  - Diploma de merit pentru contribuția de excepție la prestigiul primei scene a țării - Teatrul Național „I.L. Caragiale” din București
  - Diploma de excepție pentru evolutia în spectacolul Zi-le oameni și dă-le pace, prezentat la Primul Festival Național de Teatru „Nenea Iancu” de la Chișinău (Republica Moldova);
- 2008:
  - Premiul Gopo pentru cel mai bun rol secundar (Domnul Bebe din „4 luni, 3 săptămâni și 2 zile”);
- 2010:
  - Premiul Gopo pentru cel mai bun rol secundar (Anghelache din „Polițist, adjectiv”);
- 2014:
  - Gala Premiilor UNITER: „Cel mai bun actor în rol principal” pentru „Omul cel bun din Seciuan”[3].